# Cueva de San Miguel
La cueva de San Miguel (en inglés: St Michael's Cave) es el nombre dado a una red de cavernas rocosas, mayormente piedra caliza, ubicada en la parte alta de la Reserva natural del Peñón de Gibraltar (Gibraltar, península ibérica), a una altitud de más de 300 metros sobre el nivel del mar. 
Según Alonso Hernández del Portillo, primer historiador de Gibraltar, su nombre se deriva de una gruta similar en el santuario de Monte Sant'Angelo en Apulia, Italia, donde según la leyenda hubo una famosa aparición del arcángel Miguel.
Es la más visitada de las más de 150 cuevas que se encuentran en el interior del Peñón de Gibraltar, recibiendo casi un millón de visitantes al año.

## Origen
La cueva fue creada por el lento filtrado del agua de lluvia a través de la piedra caliza de la falla geológica local; en el proceso el agua se convirtió en un débil ácido carbónico que disolvió poco a poco a las rocas. En consecuencia; las pequeñas grietas  se convirtieron en pasajes y cavernas a lo largo de miles de años. Las numerosas estalactitas y estalagmitas en la cueva se formaron por una acumulación de restos de roca disuelta depositados por el agua que gotea desde el techo de las cavernas.

## Uso militar

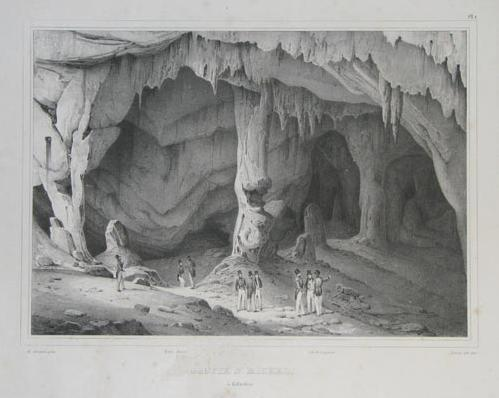
La cueva de San Miguel en 1830.

Se supone que la cueva de San Miguel ha tenido un uso militar desde la época del general bereber Tarik, quien inició la Conquista musulmana de la península ibérica en nombre del Califato Omeya en 711. En prueba de tal aserto se menciona la muralla defensiva de origen árabe que protegía la entrada de la cueva hasta épocas recientes.
Poco después de la captura de Gibraltar por las fuerzas anglo-holandesas en 1704, 500 soldados españoles se escondieron en la cueva durante la noche. Según el relato, llegaron a la misma guiados por el cabrero Simón Susarte a través de un camino oculto. Al día siguiente protagonizaron un fallido intento de sorprender a la guarnición británica.

### Segunda Guerra Mundial
Durante la Segunda Guerra Mundial la cueva fue preparada para servir como hospital militar de emergencia, pero nunca fue utilizada como tal.

## Turismo actual

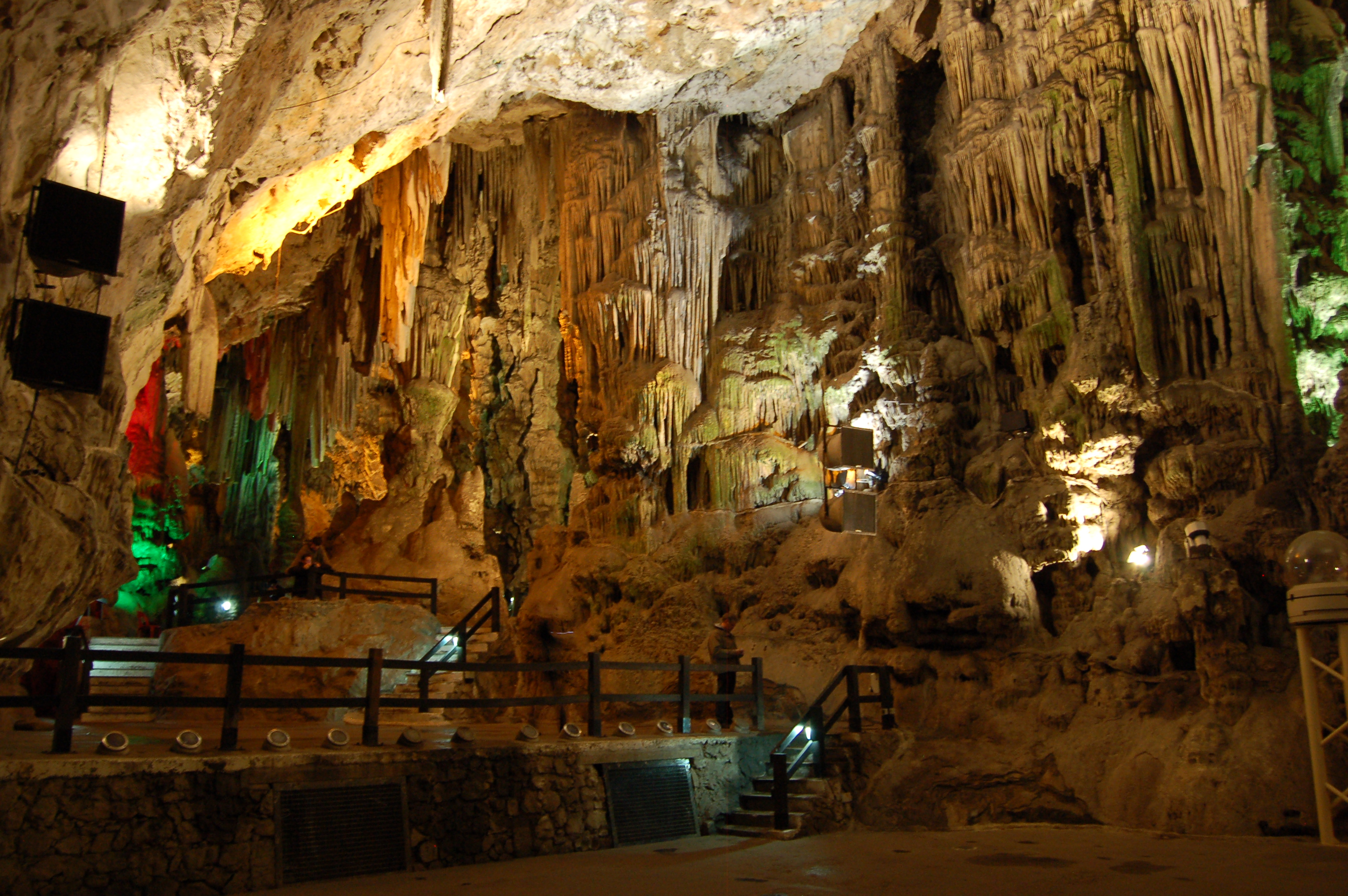
Instalaciones interiores.

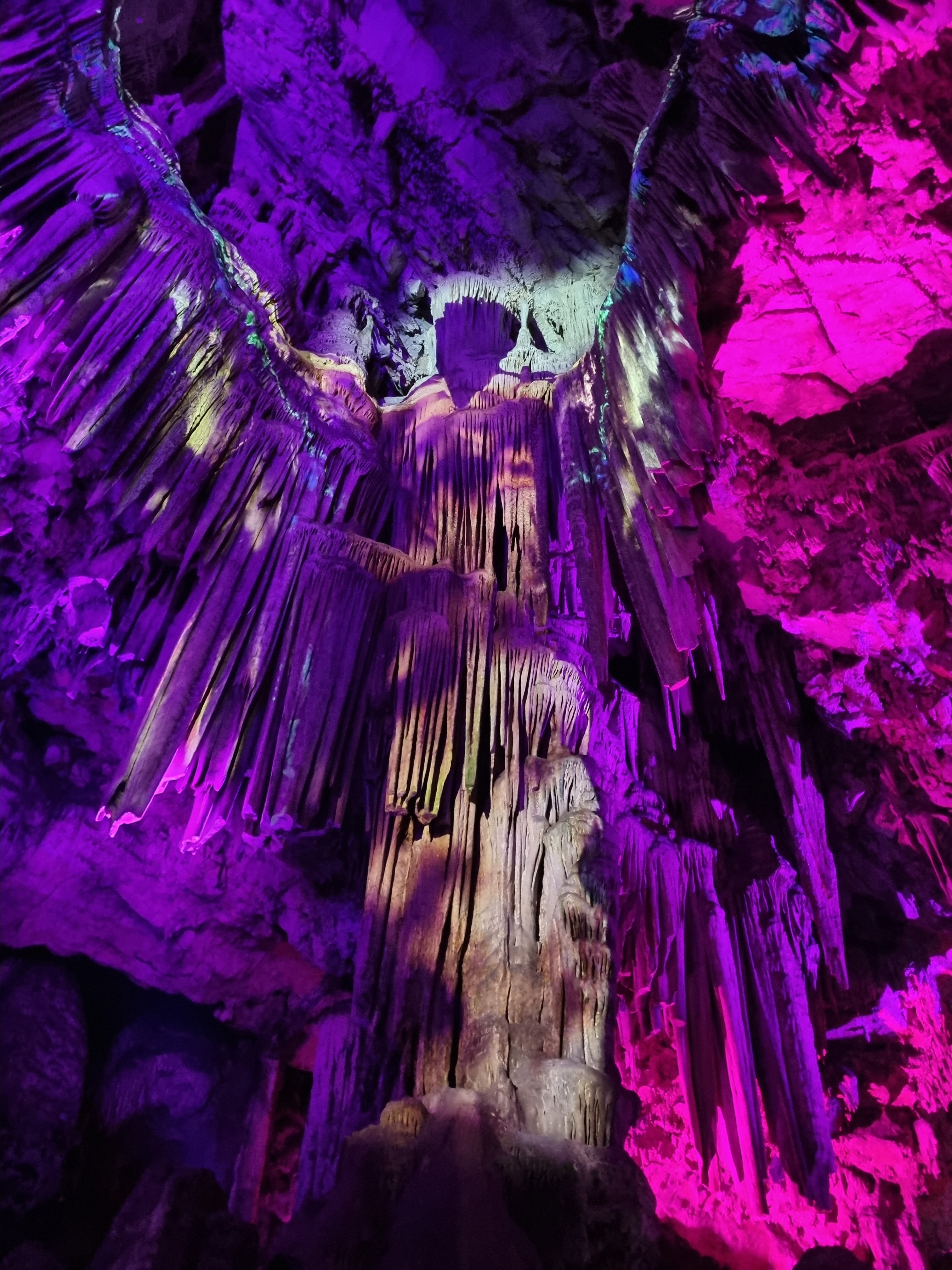
El Ángel de la Cueva de San Miguel.

En la actualidad la cueva es una de las principales atracciones turísticas de Gibraltar y está abierta al público todos los días. Se puede acceder en automóvil, taxi, teleférico o a pie. La entrada, con un valor de 10 libras, también incluye la visita a dos de los sitios turísticos más importantes del Peñón, a saber; el castillo de los Moros y los Túneles del Gran Asedio.
Las formaciones de la cueva son coloridas y los visitantes pueden leer una muestra documentada de la historia de las cuevas.

### Cueva Baja de San Miguel
Las visitas guiadas a la Cueva Baja de San Miguel también se pueden arreglar a través de la Junta de Turismo de Gibraltar con un aviso previo mínimo de tres días. El tour tiene un precio de 8 libras y dura aproximadamente tres horas. La cueva se encuentra en un estado completamente natural, aunque totalmente iluminada. Se proporcionan cascos de seguridad y cuerdas para ayudar en los ascensos y descensos de las rocas, se recomienda llevar calzado cómodo con suelas antiantideslizantes. El tamaño de los grupos oscila entre un mínimo de 5 hasta un máximo de 10, debido al riesgo no se permite la entrada a niños menores de 10 años.[cita requerida]